# Après ski
Ne doit pas être confondu avec Après-ski.
Pour plus de détails, voir Fiche technique et Distribution.
Après ski est un film québécois de Roger Cardinal sorti en 1971.

## Synopsis
Trois instructeurs de ski dans une station située dans les Laurentides sont à la recherche d'aventures.

## Fiche technique
- Réalisation : Roger Cardinal
- Scénario : Roger Cardinal et Pierre Brousseau
- Directeur de la photographie : Roger Racine
- Directeur de la production : Pierre Savard
- Montage : Robert Poirier
- Production musicale : Yves Martin
- Musique : Yves Martin et Jean Zaloum
- Parole : Gilles Brown
- Ingénieur du son : Gaétan Desbiens
- Arrangements et Orchestre : Jacques Crevier
- Genre : Comédie érotique
- Film interdit aux moins de 16 ans

## Distribution
- Daniel Pilon : Philippe
- Mariette Lévesque : Karin
- Céline Lomez : Terry Lopez
- Robert Arcand : Tony
- Robert Demontigny : Le photographe
- Jacques Desrosiers : Le barman
- Pierre Labelle
- René Angélil
- Janine Sutto : La vieille dame
- Angèle Coutu : Jill
- Raymond Lévesque
- Pierre Ménard
- Charlene Calender : La touriste
- Roger Michael
- Tamora

## Accueil
Comme plusieurs films du genre sortis à cette époque au Québec, Après ski est critiqué et jugé comme pornographique. Quelques semaines après sa sortie, on procède même à la saisie d'exemplaires du film à la suite d'une pétition du curé Raymond Lavoie, de la paroisse de Saint-Roch,.
Avec une distribution assez riche et un budget de 800 000 $, un montant important pour un film québécois à cette époque, Après ski gagne en popularité avec ce scandale. Le film est doublé et distribué au Canada anglais (Winter Games), au Royaume-Uni (Sex in the Snow), en Grèce (Meta to ski) et aux États-Unis (Snowballin') où l'on avait même ajouté des scènes érotiques. Une bande originale paraît également en 1971 et est rééditée en 2011. Le film sort également en version DVD en 2008.